# Matt Uelmen
Matt Uelmen (Los Angeles, 31 luglio 1973) è un compositore e polistrumentista statunitense conosciuto principalmente per il suo contributo alla serie di videogiochi Diablo prodotti da Blizzard Entertainment.
Ha lavorato anche come sound designer per StarCraft. Ha recentemente composto la musica per World Of Warcraft: The Burning Crusade.
Questo fu l'ultimo videogioco per cui lavorò prima di lasciare la Blizzard Entertainment.

## Biografia
Matt Uelmen è nato e cresciuto a Los Angeles, South Bay. Suona diversi strumenti musicali quali la batteria, il flauto, la chitarra e le tastiere.

## Lavori
- World of Warcraft (2007), Blizzard Entertainment
- Diablo II (2001), Blizzard Entertainment
- Diablo II (2000), Blizzard Entertainment
- StarCraft (1998), Blizzard Entertainment
- Diablo (1996), Blizzard Entertainment
- Justice League Task Force (1995), Acclaim Entertainment, Inc.